# Бенвенуто д'Альбер
У Вікіпедії є статті про інших людей з прізвищем Альбер.
Бенвенуто д'Альбер (фр. Benvenuto d'Albert; 24 жовтня 1919, Люцерн, Швейцарія - ???) - німецький офіцер швейцарського походження, обер-лейтенант резерву вермахту. Кавалер Німецького хреста в золоті.

## Нагороди
- Залізний хрест
  - 2-го класу (16 жовтня 1942)
  - 1-го класу (4 листопада 1943)
- Німецький хрест в золоті (7 вересня 1944) - як лейтенант резеву 3-ї роти 1-го батальйону 1-го лижного полку 1-ї лижної дивізії.
- Нагрудний знак ближнього бою в золоті (28 жовтня 1944) - як обер-лейтенант резеву і командир 3-ї роти 1-го батальйону 1-го лижного полку 1-ї лижної дивізії.